# Melvins vs. Minneapolis
Melvins vs. Minneapolis es un álbum en vivo triple de Melvins, lanzado en diciembre de 2008 mediante Amphetamine Reptile Records y Burlesque of North America Records. Las grabaciones se realizaron durante de un periodo de 5 años, entre 2000 y 2006, todas fueron realizadas en Minneapolis.

## Lista de canciones

### Disco 1: Grumpy's Bar, Downtown, 20 de marzo de 2004
1. Let It All Be 	(3:42)
2. Lovely Butterfly (5:12)
3. Manky (3:02)
4. Hooch (5:53)
5. Youth of America (2:48)
6. Night Goat (9:01)
7. With Teeth (6:00)
8. Tipping the Lion (2:30)
9. Queen (4:06)
10. Promise Me (2:40)
11. Black Stooges (3:56)
12. The Fool, The Meddling Idiot (Pt. 1) (7:21)
13. The Fool, The Meddling Idiot (Pt. 2) (10:45)

### Disco 2: Soo Vac, 24 de marzo de 2006
1. Intro by David Scott Stone (7:17)
2. Pigs of the Roman Empire (6:24)
3. Amazon (0:59)
4. Amazon (4:53)
5. Bloated Pope (3:33)
6. Let It All Be (5:37)
7. Hooch (2:30)
8. Black Stooges (0:33)
9. At The Stake (8:03)
10. Shevil (7:37)
11. Hung Bunny/Roman Dog Bird (*) (26:19)

(*) En The Walker, 2 de agosto de 2003 	

### Disco 3: Grumpy's Bar & Grill, 18 de septiembre de 2000
1. Missing
2. Snake Appeal
3. Okie from Muskogee
4. Tipping the Lion
5. Promise Me
6. At the Stake
7. Lovely Butterfly
8. With Yo' Heart, Not Yo' Hands
9. Adolescent Wet Dream
10. Halo of Flies
11. Tequila (Merle Haggard)
12. Night Goat
13. Wispy
14. Revulsion/We Reach
15. Let It All Be
16. Revolve
17. Amazon
18. Amazon
19. Cherub
20. The Bit
21. Youth of America (The Wippers)
22. Tequila (The Cramps)

### Disco 4: Grumpy's Bar & Grill, 19 de septiembre de 2000
1. Intro
2. Tequila
3. Okie From Muskogee (Merle Haggard)
4. Missing (Cow)
5. Snake Appeal
6. Tipping the Lion
7. Promise Me (Gun Club)
8. At the Stake
9. Lovely Butterfly
10. With Yo' Heart, Not Yo' Hands (Malfunkshun)
11. Adolescent Wet Dream (Pussy Galore)
12. Halo of Flies (Alice Cooper)
13. Let it All Be
14. Revolve
15. Night Goat
16. Wispy/Revulsion/We Reach
17. Cherub (Butthole Surfers)
18. The Bit
19. Youth of America

### Disco 5: Grumpy's Bar, 15 de octubre de 2001
1. Intro/Black Stooges
2. Oven
3. Anaconda
4. Ballad of Dwight Fry/Halo of Flies
5. At the Stake
6. Let it All Be
7. The Bit
8. Manky
9. It's Shoved

### Disco 6: Grumpy's Bar, 16 de octubre de 2001
1. Intro/Oven
2. Anaconda/Intro (Broken String)
3. Halo of Flies
4. Anaconda
5. At The Stake
6. Let It All Be
7. Night Goat (Pt. 1)
8. Night Goat (Pt. 2)
9. Cherub
10. The Bit
11. Amazon
12. Amazon
13. With Teeth
14. It's Shoved
15. Snake Appeal

### Disco 7: Grumpy's Bar, 9 de febrero de 2003
1. Intro
2. The Anti-Vermin Seed
3. With Teeth
4. Night Goat
5. Revolve
6. We All Love Judy
7. The Brain Center at Whipples
8. Let it All Be
9. The Fool, the Meddling Idiot
10. Hooch
11. Mombius Hibachi
12. Promise Me
13. Foaming
14. Black Stooges (First Half)
15. Black Stooges (Second Half)

### Disco 8: Grumpy's (Coon Rapids), 19 de marzo de 2004
1. Let it All Be
2. Lovely Butterfly
3. Homosexuality Song
4. Hooch
5. With Teeth
6. Tipping the Lion
7. Queen
8. Promise Me
9. Black Stooges
10. It's Shoved
11. Halo of Flies

### Disco 9: Grumpy's Bar, 25 de marzo de 2006
1. Noise Intro (Con David Scott Stone)
2. Pigs of the Roman Empire (Con Lustmord)
3. Amazon
4. Amazon
5. The Bloated Pope
6. Let it All Be
7. Hooch
8. Joan of Arc
9. Happy Birthday/Black Stooges (Drum Intro)
10. At the Stake
11. Shevil

## Créditos
- Arte, Diseño, disposición por Wes Winship.
- Masterizado por Tom Herbers.
- Grabado desde audiencia por Geoffrey Nicholson y Jeff Sebastianelli.